# Жуковский, Тимофей
Тимофей Жуковский (хорв. Timofej Žukovski; род. 18 декабря 1989 года) — хорватский волейболист, связующий, капитан сборной Хорватии. Лучший подающий волейбольной Евролиги 2013.

## Карьера
Тимофей Жуковский родился в 1989 году в Минске. В возрасте 6 лет он вместе с семьей переехал в столицу Хорватии Загреб, где в волейбольной команде «Младост» его отец работал доктором. Заниматься волейболом Тимофей начал также в загребской «Младости» и в 16 лет подписал первый профессиональный контракт с этим клубом. Трижды становился чемпионом Хорватии, дважды — обладателем Кубка Хорватии.
В 2010 году Жуковский отправляется в итальянскую «Серию А1» и за 10 лет успевает сыграть в 9 командах чемпионатов Италии и Германии. В «Берлине» Тимофей стал двукратным чемпионом Германии. А в составе «Кучине-Лубе» серебряным призёром Лиги чемпионов, чемпионата Италии и клубного чемпионата мира. А играя за «Перуджу», стал обладатель Суперкубка Италии.
В 2020 году подписывает контракт с клубом «Факел». С сезона-2021/22 — капитан команды. Покинул команду по окончании сезона-2021/22, в котором «Факел» занял 10-е место в регулярном чемпионате, а в плей-офф проиграл московскому «Динамо» (0:3, 0:3).
В октябре 2014 года был дисквалифицирован на 6 месяцев и оштрафован на 20 тысяч долларов Хорватским волейбольным союзом.
Женат на Мартине Малевич, дочери тренера «Младости» Радована Малевича. Старший брат Егор — известный игрок в пляжный волейбол.